# Francisco Gabriel de Anda
José Francisco Gabriel de Anda (ur. 5 czerwca 1971 w Meksyku) – piłkarz meksykański grający na pozycji środkowego obrońcy.

## Kariera klubowa
Karierę piłkarską de Anda rozpoczął w stołecznym klubie UNAM Pumas. W 1992 roku został włączony do kadry pierwszego zespołu, jednak nie zadebiutował w jego barwach w meksykańskiej Primera Division i w 1993 roku odszedł do Correcaminos UAT. W zespole tym występował bez sukcesów przez dwa sezony, a w 1995 roku został zawodnikiem innego pierwszoligowca, Santos Laguna Torreón. W Santos Laguna spędził trzy sezony.
W 1998 roku de Anda wrócił do rodzinnego Meksyku i podpisał kontrakt z zespołem Cruz Azul. Jego pobyt w tym klubie trwał dwa lata, a w 2000 roku został piłkarzem CF Pachuca. W 2001 roku wywalczył mistrzostwo fazy Invierno, a w 2002 roku dotarł do finału Pucharu Mistrzów CONCACAF (zwycięstwo 1:0 z Monarcas Morelia). W 2003 roku był mistrzem Apertury. W 2006 roku wrócił do Santos Laguna. W 2007 roku będąc jego zawodnikiem zakończył karierę piłkarską.

## Kariera reprezentacyjna
W reprezentacji Meksyku de Anda zadebiutował 13 kwietnia 1997 w wygranym 6:0 meczu eliminacji do Mistrzostw Świata we Francji z Jamajką. W 2002 został powołany przez Javiera Aguirre do kadry na Mistrzostwa Świata 2002. Tam był rezerwowym i nie zagrał w żadnym spotkaniu. Ostatni mecz w kadrze narodowej rozegrał w tym samym roku, a łącznie wystąpił w niej 13 razy i zdobył 2 gole.